# Leoniano
Leoniano (em latim: Leonianus) foi um oficial bizantino do século VI, ativo durante o reinado do imperador Justiniano (r. 527–565). Em 552, foi um dos comandantes bizantinos reunidos na Ilíria para opor-se a Goar e Ildigisal. Ele e seus colegas (Arácio, Arimudo e Recitango) foram surpreendidos enquanto bebiam água de um rio e foram mortos.